# Geografie Belize

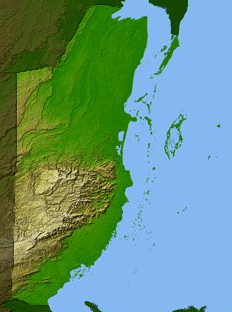
Topografická mapa Belize

Belize se rozkládá ve Střední Americe na Yucatánském poloostrově při pobřeží Karibiku. Sousedními státy jsou Mexiko (konkrétněji mexický stát Quintana Roo, délka státní hranice 250 km) a Guatemala (departementy El Petén a Izabal, délka hranice 266 km). Rozloha státu je 22 960 km², což je srovnatelná hodnota např. s Albánií nebo Salvadorem. Je jedinou zemí Střední Ameriky, která nemá přístup k Tichému oceánu.

## Lidské osídlení
Většina obyvatelstva žije na pobřeží. Největšími městy jsou Belize City (téměř třetina celkové populace Belize žije v aglomeraci okolo tohoto města), Orange Walk, San Ignacio, Dangriga a Belmopan. Páteřní dopravní síť je tvořena silnicemi spojující tato města. V Belize není žádná fungující železnice.
Země se potýká s environmentálními problémy odlesňování a znečistění vody průmyslem a zemědělstvím.

## Pobřeží a otevřené moře
Belize leží na pobřeží Honduraského zálivu. Na severu tvoří jeho hranici s Mexikem řeka Hondo a Chetumalský záliv. Celková délka belizského pobřeží je 386 km, pobřeží je členité s písečnými plážemi i mangrovovými porosty. Na otevřeném moři se rozkládá řada atolů a ostrůvků (např. Hick's Cayes, St. George's Caye, Lighthouse Reef). Nachází se zde Belizský bariérový útes (délka okolo 290 km), který figuruje na seznamu světového dědictví UNESCO. Belizský bariérový útes je součástí Mezoamerického korálového útesu - druhého největšího korálového útesu na světě. Nejvýznamnějšími ostrovy jsou Ambergris Caye a Turneffe Islands. Významné řeky jsou Belize a Hondo.

## Klima
Zdejší klima je horké a vlhké. Charakteristickým rysem je střídání období dešťů (květen-listopad) a období sucha (únor až květen). Více srážek spadne na jihu země (přibližně 4500 mm), na severu je roční úhrn srážek cca 1400 mm. Průměrná roční teplota se pohybuje v rozmezí 21 - 27 °C. Významnou roli v celé historii Belize sehrály hurikány.

## Povrch
Z topografického hlediska můžeme rozdělit území Belize do dvou oblastí:
- V severní části země se rozkládá rozsáhlá nížina s bažinami porostlá deštným lesem. Tato nížina se táhne těsně podél pobřeží až na jih země.
- Jižní část země je více hornatá, rozkládá se zde pohoří Maya Mountains (česky Mayské pohoří). Nachází se zde i nejvyšší bod celé země - Doyle's Delight (1 124 m n. m.). S ohledem na zbytek Střední Ameriky je Belize spíše nížinaté.

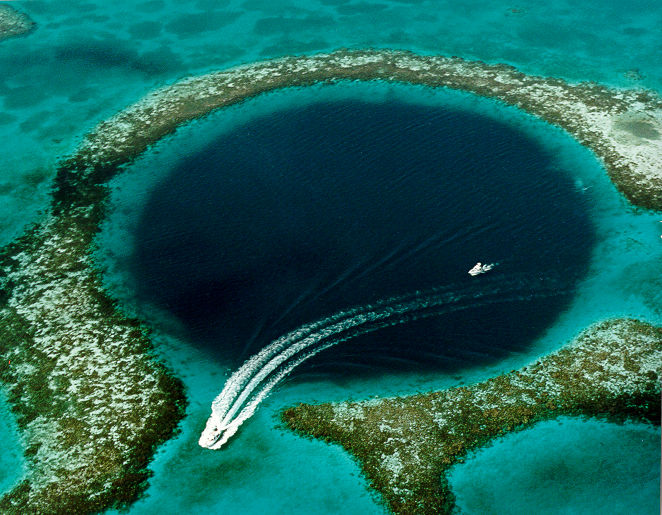
Great Blue Hole
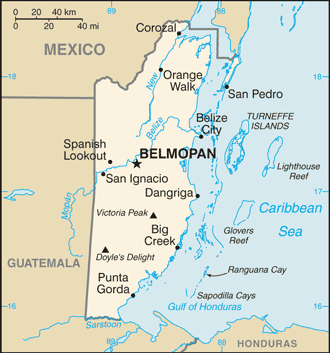
Mapa Belize
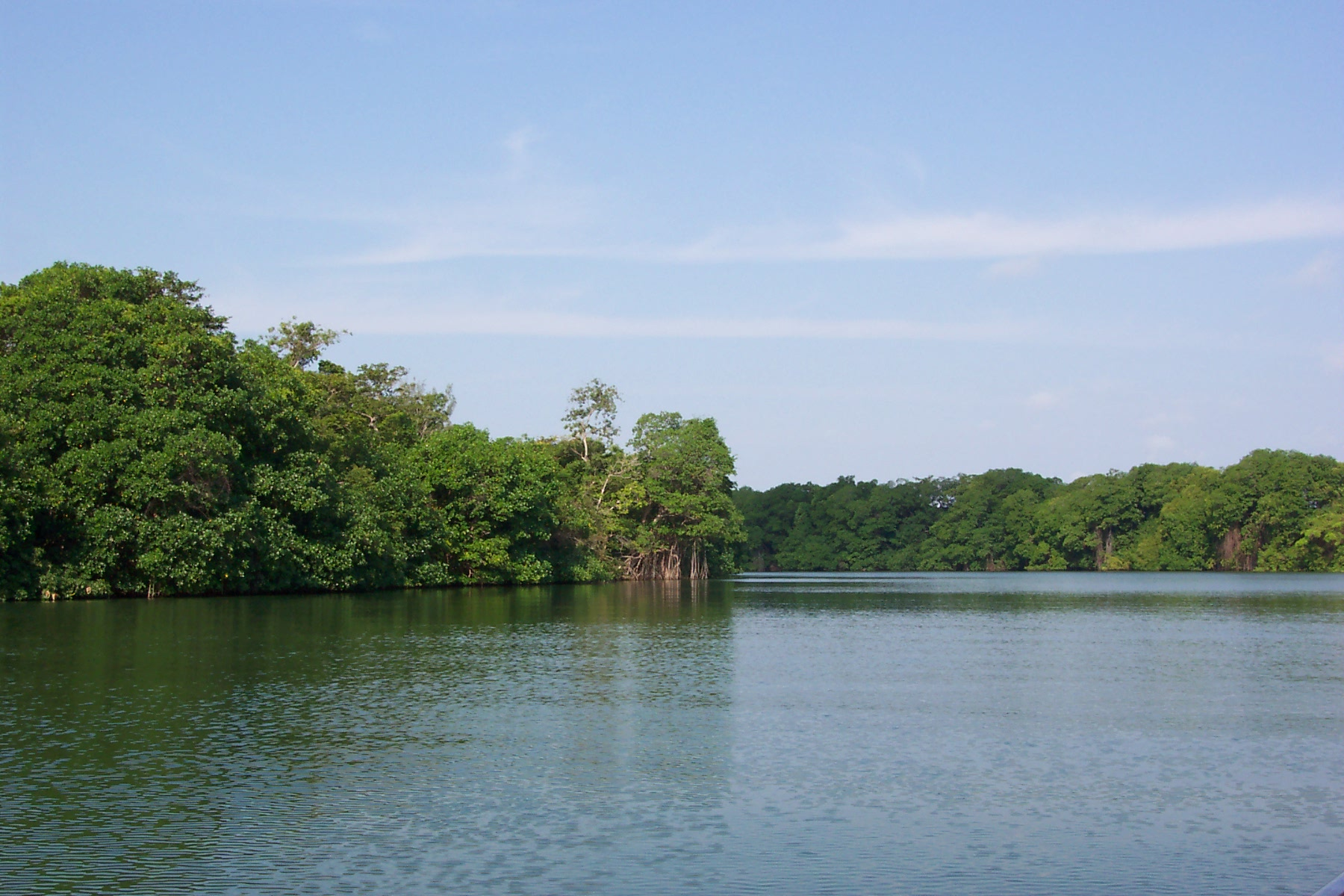
Řeka Belize